# Hilary Mantel
Hilary Mantel Mary (/mænˈtɛl/ man-TEL;, sinh ngày 06 tháng 7 năm 1952 - mất ngày 22 tháng 9 năm 2022), nhũ danh Thompson, là một tiểu thuyết gia, nhà văn truyện ngắn, nhà tiểu luận và nhà phê bình người Anh. Các tác phẩm của bà gồm các chủ đề từ hồi ký cá nhân đến tiểu thuyết lịch sử, đã được đưa vào danh sách ngắn đề cử các giải thưởng văn học lớn. Năm 2009, bà đoạt giải Man Booker cho cuốn tiểu thuyết Wolf Hall. Cuốn tiểu thuyết gần nhất của bà, Bring Up the Bodies, là cuốn thứ hai của bộ ba tiểu thuyết Thomas Cromwell đã đoạt giải Man Booker 2012. Bộ tiểu thuyết lịch sử nói về vị cố vấn Thomas Cromwell của Vua nước Anh Henry VIII. Bà là nhà văn người Anh đầu tiên và người phụ nữ đầu tiên nhận giải thưởng hai lần, theo bước chân của J. M. Coetzee, Peter Carey và J. G. Farrell—thắng giải Lost Man Booker.

## Tác phẩm

### Loạt tiểu thuyết
Every Day is Mother's Day (Mỗi ngày đều là Ngày của Mẹ)
- Every Day is Mother's Day (Mỗi ngày đều là Ngày của Mẹ, 1985)
- Vacant Possession (1986)

Thomas Cromwell
- Wolf Hall (Đại sảnh sói, 2009)
- Bring Up the Bodies (Xây dựng nên thể chế, 2012)
- The Mirror and the Light (Tấm gương và ánh sáng, 2019)

### Tiểu thuyết
- Eight Months on Ghazzah Street (1988)
- Fludd (1989)
- A Place of Greater Safety (1992)
- A Change of Climate (1994)
- An Experiment in Love (1995)
- The Giant, O'Brien (1998)
- Beyond Black (2005)

### Tự truyện
- Giving Up the Ghost (2003)